# Randy Robertson
Randy Robertson es un personaje ficticio que aparece en los cómics americanos publicados por Marvel Comics. Él es un personaje secundario en la serie de Marvel, Spider-Man y se representa como el hijo de Robbie Robertson.

## Historial de publicaciones
Creado por Stan Lee y John Romita Sr., apareció por primera vez en The Amazing Spider-Man # 67 (diciembre de 1968). Fue el primer afroamericano entre los amigos de Peter Parker, y fue presentado en una historia sobre el malestar estudiantil en universidad, un movimiento de Marvel para estar más en contacto con los adolescentes de 1968.
El padre de Randy, Robbie, era un editor de alto rango en el ficticio Daily Bugle cuyas historias no llamaban la atención sobre su raza; su interpretación fue criticada por un escritor de cartas que dijo: "Me parece que sus negros son simplemente personas blancas dibujadas por el artista con la piel oscurecida por los colores". La creación de Randy fue en parte una respuesta a esta crítica. Randy le planteó directamente el desafío a su padre: "¡Sé que has triunfado aquí en el mundo de los blancos! Pero, ¿qué pasa con los otros hermanos que jugaron a tu manera... que consiguieron sus pieles de oveja... y todavía no pueden lograrlo? ¿en el exterior?" (Amazing Spider-Man #73, junio de 1969).
En 1971, Randy desempeñó un papel similar, actuando como voz del pueblo en una discusión con Norman Osborn sobre el abuso de drogas: "Nos duele más que a nadie, porque muchos de nosotros no tenemos esperanza, así que somos más fáciles Elegir es para los traficantes. ¡Pero no es sólo nuestro problema! ¡Es el tuyo también! (Amazing Spider-Man #96, mayo de 1971). Esta visión compasiva del candente tema del abuso de drogas fue aplaudida por los lectores, así como por los maestros y los padres.
Randy nunca se convirtió en un personaje secundario de primer nivel; apareció de vez en cuando durante la década de 1970 y luego fue abandonado durante varios años. Ha habido períodos en los que Randy apareció con regularidad, incluidos 1988-1989, 2000-2001 y 2011-2012. El arco "Back to Basics" de Nick Spencer al comienzo del volumen 5 de ASM (septiembre de 2018) trajo a Randy de regreso como un personaje regular, viviendo con Peter Parker como su compañero de cuarto.

## Historia
Randy Robertson, es el hijo del editor del Daily Bugle, Joseph "Robbie" Robertson, se inscribió en la Universidad Empire State, un año de retraso del fotógrafo del Bugle, Peter Parker. Un exaltado ruidoso a diferencia de su padre ecuánime, Randy rápidamente se involucró en el activismo estudiantil, aunque por lo general como la voz de la moderación de los más radicales, Josh Kittiling. Siguiendo el consejo de su padre, Randy buscó la amistad de Peter, a pesar de la doble vida de Parker como Spider-Man le dejó poco tiempo para ayudar a Randy a promover el cambio social. El día después de reunirse con Peter, Randy se unió a Josh y otra en protesta por los planes del ESU para convertir una sala de exposiciones en un dormitorio para los alumnos que visitan, en lugar de para los estudiantes necesitados. El jefe del crimen, Kingpin interrumpió su demostración de robar la tableta de línea de vida, supuestamente contiene el secreto de la longevidad. Cuando Spider-Man intervino a Randy quien trató de frenar a Kingpin. Él fue eliminado fácilmente a un lado, pero tras la derrota de Kingpin, Spider-Man no se olvidó el acto de valor de Randy. Randy pronto se unió al círculo de amigos de la universidad de Peter, a pesar de que rara vez se introduce en las actividades de Spider-Man en ESU y en otros lugares en la ciudad de Nueva York. Su veta rebelde finalmente se desvaneció, y después de graduarse de la ESU, Randy realizó estudios de postgrado en trabajo social en la Universidad Estatal de Pittsburgh, donde conoció y se casó con su compañera de estudios, Mandy Batavides, una mujer judía.
Randy, finalmente, regresó a Nueva York con Mandy, y aunque su precipitado matrimonio preocupado, Robbie, pronto aceptó a Mandy como nuera. Randy y Mandy se quedaron al lado de Robbie después de que el asesino Tombstone lo paralizó. Después de la recuperación de su padre, Randy no estuvo de acuerdo con Robbie acerca de declararse culpable del delito grave y de misprison protestó enérgicamente el encarcelamiento de su padre. Él, sin embargo, continuó prestando su madre Martha con el apoyo emocional y la familia pronto se reunió cuando Robbie, después de escapar de la muerte a manos de Tombstone durante un descanso forzoso en las prisiones, recibió un perdón. Cuando Mandy recibió una oferta de trabajo en California, el más joven de la pareja Robertson se trasladó a la costa oeste, pero varios factores tensa su matrimonio, y Randy volvió a Nueva York solamente después de su divorcio.
Randy abandonó el trabajo social para convertirse en un actor, mucho a la desaprobación de su padre. La renovación de su amistad con Peter cuya esposa propia es Mary Jane Watson que se creía muerta, Randy se ofreció a compartir su apartamento con el viudo. Los dos hombres se convirtieron en compañeros, aunque Randy tendía a pasar más tiempo con sus amigos en común, Glory Grant y Jill Stacy, sin darse cuenta de los peligros que él y Peter estaban compartiendo como la experimentación nocturna por el extraterrestre Brll'nah y drogado por la pasta de dientes del Duende Verde. Después de un encuentro directo con el Duende Verde, Randy buscó el consejo de Robbie como su padre tenía una gran experiencia con supervillanos de su posición en el Bugle. Mientras Randy y Gloria comenzaron a salir, Peter no podía volver coqueteos de Jill. Peter se trasladó a cabo después de que Mary Jane se presentó viva. Una vez, Peter se unió a Los Vengadores y se instaló en la Torre Stark, Randy perdió el contacto con los Parker. Randy fue visto brevemente en la casa de los Robertson, después de que Robbie fue despedido del Bugle. Randy recientemente reapareció en The Amazing Spider-Man y empezó a salir con una reportera del Front Line llamada Norah Winters. Más tarde, Phil Urich está celoso de Randy por la relación con Norah. Cuando los secuaces de Alistair Smythe atacan las oficinas de Front Line, Phil rompe una viga de soporte. Esto, junto con los daños causados por el ataque, hace que el techo se colapse hacia Randy. Randy sobrevive a la caída, pero está herido.
Durante en Spider-Island, Randy Robertson va a ayudar a Norah durante el brote. Durante este tiempo, es atacado por el Hobgoblin (Phil Urich) cuando el villano había estado tratando de separarlos desde hace bastante tiempo. Para su sorpresa, Randy es uno de los poderes de araña dadas a neoyorquinos. Con sus nuevos poderes que es capaz de defenderse del Hobgoblin durante algún tiempo, pero empieza a perder debido a su falta de experiencia. Mientras que casi el cumplimiento de su muerte, Norah está en trance al informar todo el asunto y pierde la oportunidad de salvar a Randy. Randy se las arregla para defenderse del Hobgoblin, pero decide romper con Norah, citando que ella se preocupa más sobre la historia de su vida, o la de ella. Sin embargo, su mutación, al igual que los millones de personas en la ciudad de Nueva York, lo convierte en un monstruoso arácnido. Randy y el resto de la población civil finalmente se curan cuando Spider-Man utiliza los octo-bots del Doctor Octopus para dispersar el antídoto.
Randy y Peter comenzaron a vivir como compañeros de cuarto nuevamente en la reciente Amazing Spider-Man dirigida por Nick Spencer.
Cuando Spider-Man va a visitar a Randy Robertson, lo encuentra besándose con Janice Lincoln. Mientras Spider-Man los observa en secreto, Randy se entera de que el Sindicato de Janice secuestró a Boomerang y lo que había sucedido en el edificio FEAST. Él le dice a Janice que necesita dejar ir a Boomerang. Beetle se va diciendo que no usaría su rayo desintegrador con él porque es amable con Randy. En el edificio F.E.A.S.T., donde los hombres que trabajan para el Sr. Stone están ayudando a reconstruir el edificio, la Tía May le mencionó a Randy Robertson que un abogado de alto poder consiguió que el concejal Galazkiewicz acelerara una solicitud de permiso a cambio de no demandar a la ciudad en nombre de F.E.A.S.T. Randy se entera de que la abogada es Janice, quien los invita a almorzar este fin de semana. Randy ve a Beetle en un edificio cercano mientras acepta la invitación al brunch.

## Otras versiones

### Spider-Gwen
En la Tierra-65, Randy Robertson era un reportero del rock 'n' roll, y amigo de The Mary Janes. Intentó convencer al líder de la banda MJ Watson para pedir a Gwen Stacy para volver a la banda.

## En otros medios

### Televisión
- Randy Robertson apareció en dos episodios de Spider-Man: La Serie Animada, expresado por Alfonso Ribeiro. En la serie, era un típico adolescente rebelde, muy inmaduro, siempre se mete en problemas y fácilmente influenciable por la gente equivocada, tanto a diferencia de su padre responsable. Tontamente creía que su compañero de banda de delincuentes y matones cuidó de él más que su padre amoroso y pronto se convirtió en un subordinado de Tombstone, un criminal que tiene una venganza personal contra Robbie Robertson y quería utilizar al niño a destruir la reputación de su familia. Con la ayuda de Spider-Man, logró aprender el error de sus caminos y se reconcilió con su padre. Cuando su padre fue enmarcado por la delincuencia armada de Tombstone y Kingpin, Randy culpó a Spider-Man por su participación menor a la ayuda en la escena del crimen a pesar de Spider-Man que tiene él y su padre ha ayudado antes.
- Randy Robertson también aparece en El espectacular Hombre Araña, con la voz de Phil LaMarr.[22] En esta versión es tranquilo y relajado. Este encanto fácil de ir es un gran fan del fuego, militante de su encarnación de los cómics. Él está en el equipo de fútbol de Midtown con Flash Thompson y Kenny Kong, y está saliendo con Sally Avril (a pesar de que parece menos que feliz por este hecho en el episodio "First Steps"). Rand es el mejor y más neutro de los jugadores de fútbol, incluso la protección de Peter Parker del aluvión globo de agua de Flash. Se considera que el Coronel John Jameson es como un "hermano mayor" y teme por él cuando su transbordador espacial experimenta la angustia en una misión (que molesta a Sally que no parece conseguirlo). En la primera final de la temporada, Rand ayuda a atrapar Gwen Stacy después de que ella se precipitó a la calle por Venom.
- Randy Robertson aparece en Spider-Man, con la voz de Zeno Robinson.[23] Mientras se muestra que es un estudiante en Midtown High School, Randy también es dueño de su propio blog como se ve en "Bromas en Vivo". En el episodio "How I Thwipped My Summer Vacation", Randy se encuentra con Peter Parker en la calle y lo ayuda a conseguir un trabajo al hacer que su padre lo relacione con J. Jonah Jameson.